# Приходько Іван Павлович
Іван Павлович Приходько (рос. Иван Павлович Приходько; 1905, Люботин, Харківська губернія — 1985, Київ) — український інженер, конструктор київського громадського транспорту.

## Життєпис
Народився 1905 року в місті Люботин Валківського повіту Харківської губернії в родині Павла Приходька. Українець.
Пращур Івана, козак Харківського полку Денис Лаврентійович Приходько, у 1732 році мав 50 років і жив у містечку разом із двома синами та робітником Кирилом Куриленком.
У 1905 році в Люботині вибухнуло антиурядове повстання, в результаті якого було проголошено незалежну Люботинську республіку.
Напочатку 1930 року одружився з Марією Іванівною Літкевич, але невдовзі розлучився. Від цього шлюбу мав доньку.
Здобув вищу технічну освіту. Старший інженер відділу головного механіка на харківському машинобудівному заводі «Механоліт». З початком війни, разом із заводом евакуюється на Урал до міста Перм (Молотов).
На Уралі вдруге одружився з Людмилою Іванівною Приходько (дошлюбне прізвище невідоме). Згодом розлучився, а дітей від другого шлюбу не мав.
25.09.1943 був мобілізований у Пермі. Сержант. 152 тбр.
08.07.1944 — вибув із військової частини до Ленінграду.
N.05.1945 — зустрів кінець війни у Європі (де саме невідомо).
1945 року переселяється до Києва. Учасник повоєнної відбудови української столиці. Отримав квартиру в центрі міста коло Золотих воріт. Працював над розробленням та удосконаленням громадського транспорту міста Києва. Вступає до КПРС, з якої з часом був виключений після гучної сварки з другою дружиною.
Помер 1985 року у Києві.